# Тоа, Хосе
Хосе Тоа Гонсалес (исп. José Tohá González; 6 февраля 1927 — 15 марта 1974) — чилийский журналист, юрист и политический деятель социалистического толка. Министр внутренних дел Чили в 1970 — 1972 годах, министр национальной обороны в 1972—1973 годах. Погиб от пыток после военного переворота, хунта инсценировала самоубийство.

## Биография
Он родился в Чильяне, в семье испанского иммигранта Хосе Тоа Солдавиллы и Брунильды Гонсалес Монтеагудо. После окончания средней школы в своем родном городе изучал право в Университете Чили. Там он в 1950—1951 годах был президентом студенческой федерации. В 1958 году он присоединился к коллективу газеты Última Hora, а в 1960 году стал её редактором и мажоритарным владельцем, занимая эту должность до 1970 года. В 1963 году он женился на Ракель Виктории Моралес Эчеверс (известной как Мой де Тоа), от которой у него было двое детей: Каролина и Хосе.
В Социалистическую партию Чили (СПЧ) Тоа вступил в 1942 году, ещё учась в средней школе. Прошёл путь от рядового активиста СПЧ до члена центрального комитета. Был близким соратником и другом Сальвадора Альенде. Став первым демократически избранным социалистическим президентом Чили, Альенде назначил его в правительстве «Народного единства» своим первым министром внутренних дел и вице-президентом — должность, которую Тоа занимал до тех пор, пока Конгресс не предъявил ему попустительство к созданию ультралевых военизированных организаций. Альенде ответил, переведя Тоа на пост министра обороны, на котором ему пришлось иметь дело с мятежом «танкетасо» подполковника Супера — первой попыткой правого военного переворота.

## Переворот, заключение и гибель
Во время пиночетовского государственного переворота 11 сентября 1973 года Тоа был схвачен в Ла-Монеде, куда он направился, чтобы поддержать защиту демократического правительства. Его содержали в разных концентрационных лагерях, подвергая жестоким пыткам: сперва в Военной академии, затем отправили на 8 месяцев в политическую тюрьму на острове Досон, а оттуда перевели в подвал академии ВВС.
1 февраля 1974 года Тоха был переведен в комнату 303 в военном госпитале в связи с тяжелым состоянием здоровья, вызванным острым приступом язвы желудка. Он немного поправился, и на его 47-летие 6 февраля его жене, проделавшей путь в 4 тысячи километров туда и обратно, разрешили провести с ним 10-минутное свидание, которое на деле продлилось всего 8 секунд. Несмотря на его слабое здоровье, его продолжали изнурять бесконечными пытками и допросами. Физическое состояние ухудшилось, вес резко упал, и Тоа потерял зрение. Он больше не мог ни ходить, ни заботиться о себе. Дальнейшие пытки в Военной академии ВВС только ухудшили его состояние.
15 марта в 12.55 он был найден повешенным в шкафу для одежды в его больничной палате. Официальным объяснением было то, что Тоа покончил с собой (хотя он потерял способность передвигаться) из-за сильной нервной депрессии с психосоматическими последствиями. Семья никогда не принимала эту версию и продолжала настаивать, что экс-министр был убит. После восстановления демократии в Чили было установлено, что он умер в результате пыток — в декабре 2010 года проведена эксгумация останков, и хотя военные власти тогда снова заявили о самоубийстве, в октябре 2012 года суд признал, что покойный был задушен.
После его смерти его жена с детьми жила в изгнании в Мехико, пока не смогла вернуться в Чили в начале 1980-х, где присоединилась к сопротивлению диктатуре Пиночета.
После восстановления демократии в 1990 году его супруга Мой де Тоа работала атташе по культуре в Мексике и послом в Гондурасе и Сальвадоре. Его дочь, Каролина Тоа, изучала право в Университете Чили и получила докторскую степень по политологии в Милане, избиралась мэром Центрального Сантьяго 28 октября 2012 года и депутатом конгресса от Партии за демократию. 
Его сын Хосе Тоа получил степень бакалавра и магистра в области архитектуры в Соединенных Штатах, где он учредил архитектурное бюро.